# فاستستون عارض الصور
فاستستون عارض الصور (بالإنجليزية: FastStone Image Viewer)‏ هو برنامج لعرض وتنظيم الصور خاص بميكروسوفت ويندوز، مفتوح بشكل مجاني للاستخدام الشخصي والتعليمي اعتبارا من الإصدار 6.3. يتضمن البرنامج أيضا أدوات تعديل الصور.

## مميزات
- متصفح الصور والمشاهد مع واجهة مستخدم تشبه ويندوز إكسبلورر مألوفة المميزات.[2]